# Захаров, Игорь Валентинович
Игорь Валентинович Захаров (род. 8 августа 1964, Свердловск) — советский и российский хоккеист, нападающий. Мастер спорта. Тренер.

## Биография
Воспитанник свердловского хоккея. Выступал за команды СКА Свердловск (1982/83 — 1988/89), |20px}} «Автомобилист» / «Спартак» / «Динамо-Энергия» Свердловск — Екатеринбург (1989/90 — 1991/92, 1993/94, 1996/97 — 1998/99), «Авеста» (1992/93), «Усбю» (1993/94 — 1994/95, обе — Швеция), «Кедр» Новоуральск (1993/94, 2001/02), «Металлург» Серов (1999/2000 — 2000/01), «Южный Екатеринбург» (2001/02).
В 2014—2024 годах — тренер в СДЮСШОР «Автомобилист».